# 1936 în științifico-fantastic
- 1935 în științifico-fantastic — 1936 în științifico-fantastic — 1937 în științifico-fantastic

1936 în științifico-fantastic a implicat o serie de evenimente:

## Nașteri și decese

### Nașteri
- Suzette Haden Elgin (d. 2015)
- H. G. Francis (d. 2011)
- Michael Heim
- Horst Hübner (d. 2009)
- Wolfgang Jeschke (d. 2015)
- Hanns Kneifel (d. 2012)
- Viktor Kolupajew (d. 2001)
- Gottfried Meinhold
- Christian Meyer-Oldenburg (d. 1990)
- Luigi Naviglio (d. 2001)
- Corneliu Omescu (d. 2001)
- Jo Pestum
- Tom Purdom
- Sharon Webb (d. 2010)
- Bari Wood

### Decese
- George Allan England (n. 1877)
- Julius Hoppenstedt (n. 1861)
- John Uri Lloyd (n. 1849)

## Filme
| Titlu                        | Regizor                      | Distribuție                                                | Țara                                                                               | Sub-Gen /Note         |
| ---------------------------- | ---------------------------- | ---------------------------------------------------------- | ---------------------------------------------------------------------------------- | --------------------- |
| Flash Gordon                 |                              | Larry "Buster" Crabbe                                      | Statele Unite ale Americii                                                         | Serial cinematografic |
| Flash Gordon                 | Frederick Stephani           | Larry "Buster" Crabbe, Jean Rogers, Charles B. Middleton   | Statele Unite ale Americii                                                         | film artistic         |
| Ghost Patrol                 | Sam Newfield                 | Tim McCoy, Claudia Dell                                    | Statele Unite ale Americii                                                         | [ 3 ]                 |
| The Invisible Ray            | Lambert Hillyer              | Bela Lugosi, Frances Drake, Frank Lawton, Walter Kingsford | Statele Unite ale Americii                                                         |                       |
| The Man Who Changed His Mind | Robert Stevenson             | Boris Karloff, Anna Lee                                    | Regatul Unit al Marii Britanii și al Irlandei de Nord                              | [ 4 ]                 |
| Things to Come               | William Cameron Menzies      | Raymond Massey, Cedric Hardwicke, Edward Chapman           | Regatul Unit al Marii Britanii și al Irlandei de Nord · Statele Unite ale Americii |                       |
| Undersea Kingdom             | B. Reeves Eason, Joseph Kane | Ray "Crash" Corrigan, Lois Wilde                           | Statele Unite ale Americii                                                         | Film serial           |
|                              |                              |                                                            |                                                                                    |                       |